# Napójka łąkówka
Napójka łąkówka, barczatka napójka (Euthrix potatoria) – gatunek motyla z rodziny barczatkowatych.

## Taksonomia
Gatunek ten opisany został po raz pierwszy w 1758 roku przez Karola Linneusza na łamach dziesiątego wydania Systema Naturae pod nazwą Phalaena potatoria. Gatunkiem typowym nowego rodzaju Euthrix został w 1830 roku za sprawą Johanna Wilhelma Meigena.
W obrębie tego gatunku wyróżnia się trzy podgatunki:
- Euthrix potatoria askoldensis (Oberthür, 1880)
- Euthrix potatoria bergmani (Bryk, 1941)
- Euthrix potatoria potatoria (Linnaeus, 1758)

## Morfologia

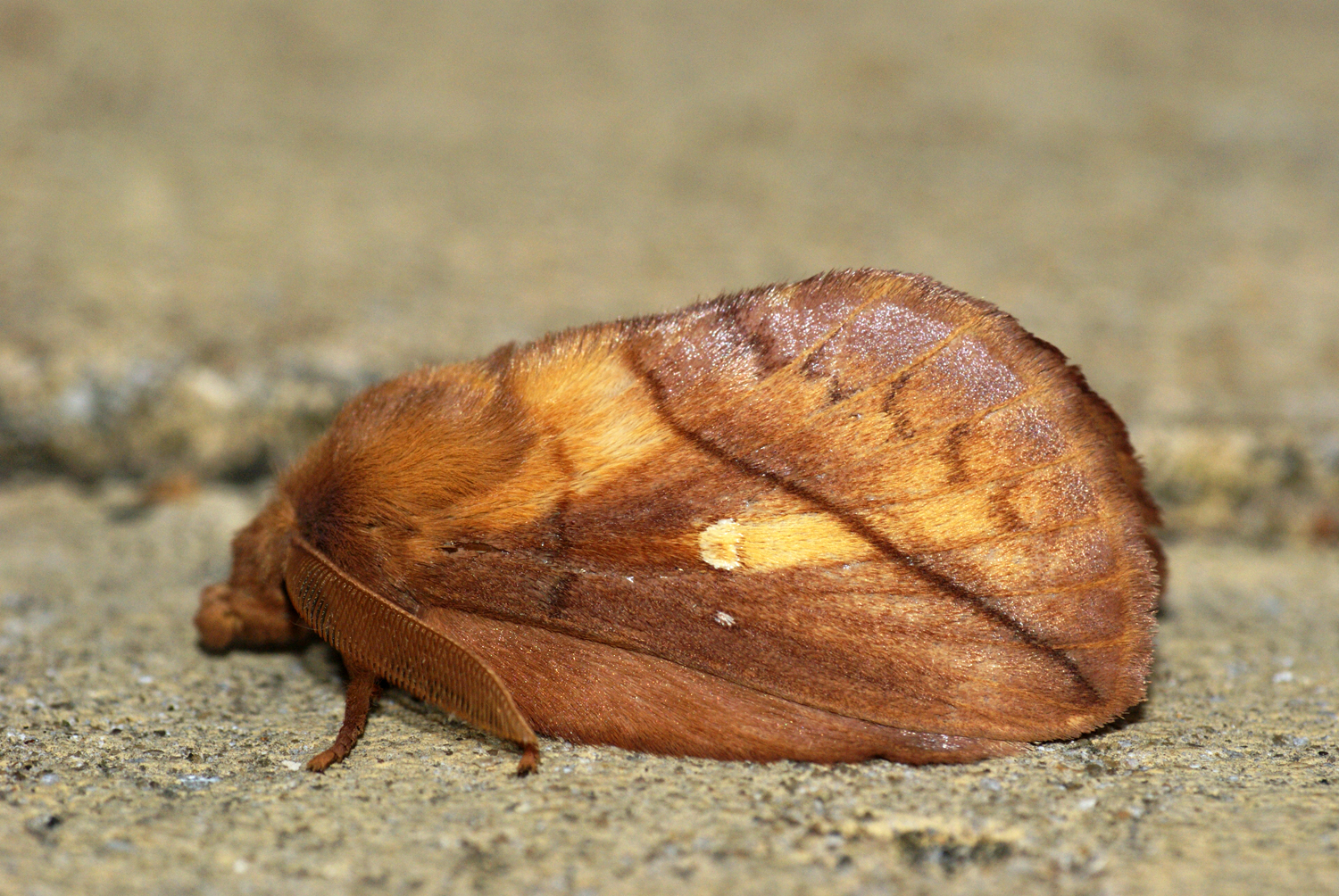
Imago w spoczynku

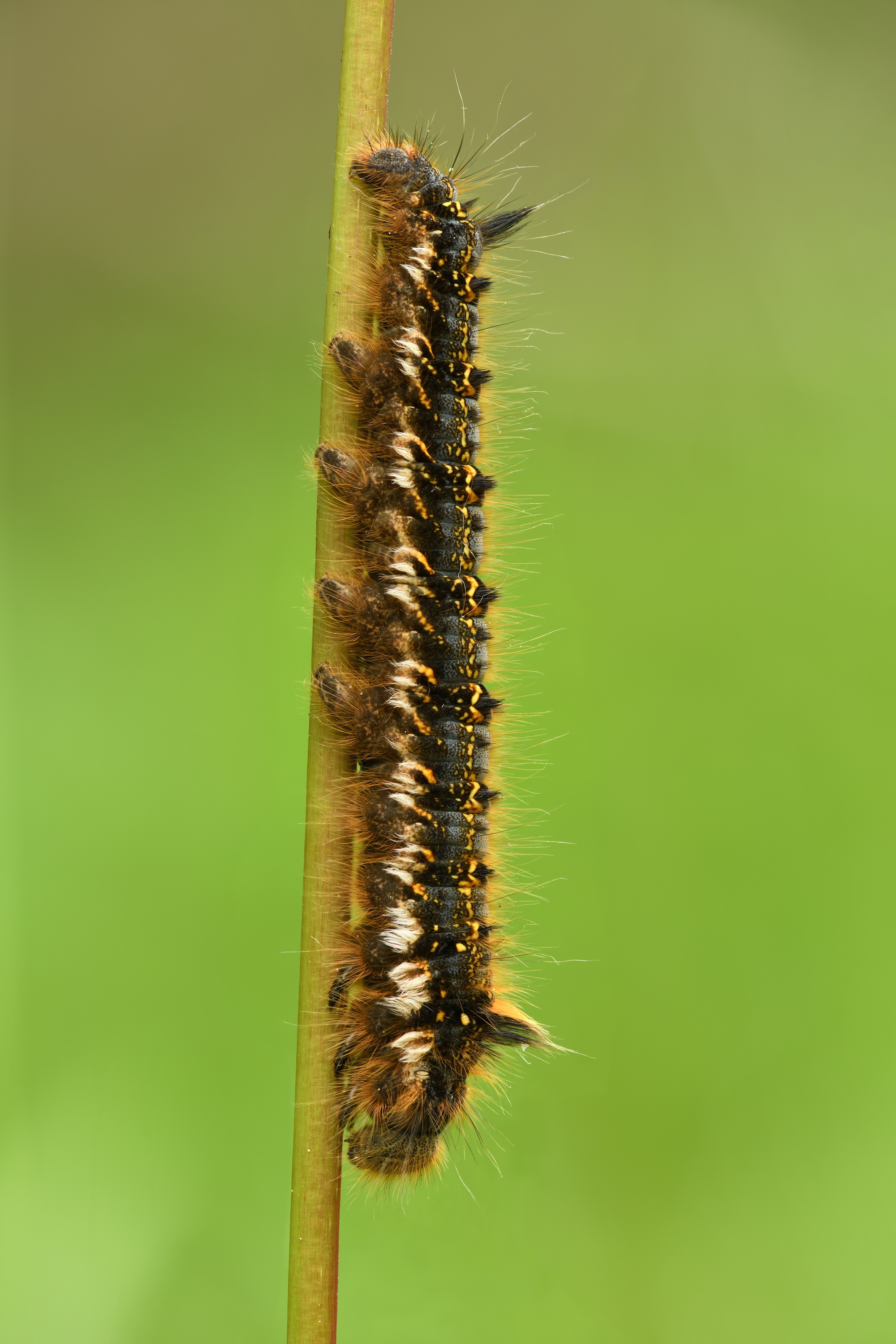
Gąsienica

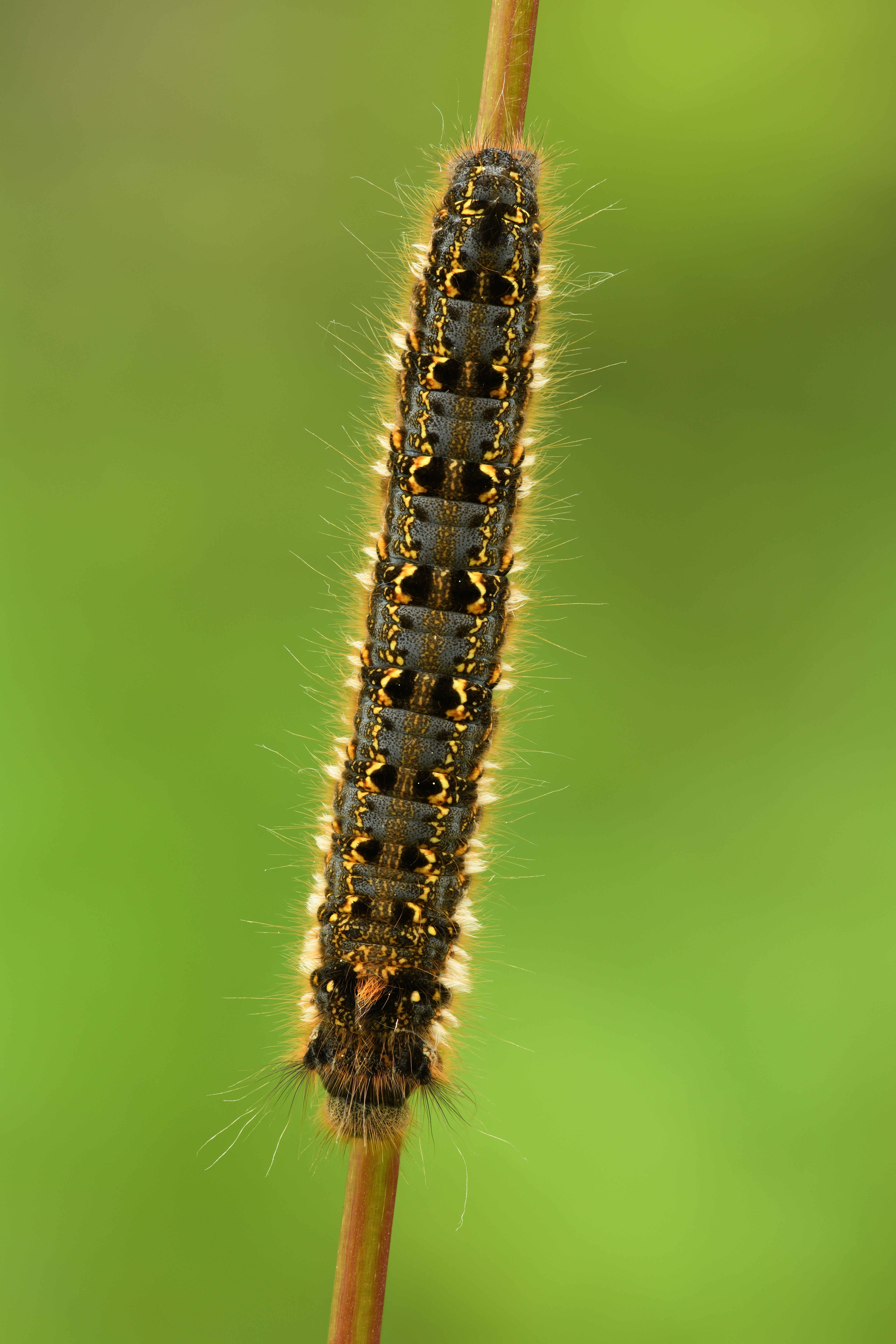
Larwa w trakcie żerowania – widok z góry.

Motyl krępej budowy ciele, osiągający rozpiętość skrzydeł od 46 do 54 mm w przypadku samca oraz od 56 do 70 mm w przypadku samicy. Głowa jest zaopatrzona w owłosione oczy złożone, dobrze rozwinięte głaszczki i uwstecznioną ssawkę, natomiast pozbawiona jest przyoczek. Zewnętrzny brzeg skrzydeł jest lekko falisty. Użyłkowanie skrzydła przedniego charakteryzuje się drugą żyłką radialną (R2) sięgającą przedniego brzegu skrzydła, trzecią żyłką radialną (R3) sięgającą jego wierzchołka, odcinkiem wspólnym tych żyłek (R2+3) bardzo krótkim, a żyłką postkubitalną dobrze widoczną (Pcu). Ubarwienie przedniego skrzydła wykazuje dymorfizm płciowy. U samicy jego tło jest jasnożółte do żółtobrunatnego, zaś u samca ochrowożółte do brunatnego. We wzorze występuje sięgająca połowy długości skrzydła przepaska wewnętrzna, osiągająca swym zewnętrznym brzegiem wierzchołek skrzydła przepaska środkowa, cienka i zębata przepaska zewnętrzna oraz dwie białe plamki w ciemnej obwódce położone na żyłce poprzecznej. Użyłkowanie skrzydła tylnego cechuje się szeroką komórką nasadową oraz obecnością długiej żyłki poprzecznej łączącej żyłkę radialną ze wspólnym odcinkiem pierwszej jej odnogi i żyłki subkostalnej (Sc+R1). Podstawowa barwa skrzydła tylnego jest taka jak przedniego, jednak w części nasadowej jest ono żółto rozjaśnione a w części zewnętrznej brunatnawo przyciemnione. Kolorystyka strzępiny odpowiada tłu skrzydła. Odnóża tylnej pary mają golenie o stosunkowo długich ostrogach.
Gąsienice są silnie owłosione. Największe pędzelki włosków leżą na grzbietowej stronie drugiego i jedenastego segmentu ich ciała, natomiast krótsze pędzelki rosną po bokach segmentów. Kolorystyka gąsienicy jest brunatna z cieńszymi liniami żółtej barwy wzdłuż grzbietu i grubszymi liniami barwy białej wzdłuż boków.

## Biologia i ekologia
Owad ten zasiedla podmokłe, wilgotne i torfiaste łąki, torfowiska niskie oraz podmokłe lasy liściaste i mieszane w sąsiedztwie jezior, rzek i torfowisk. Gąsienice są polifagicznymi foliofagami, żerującymi od zewnątrz (egzofagicznie) na trawach, w tym na kosmatkach, kupkówkach, pałkach, perzach, stokłosach, śmiałkach, trzcinach, trzcinnikach, turzycach i wyczyńcach. Znane są z tego, że spijają dość duże ilości wody w postaci kropel rosy i deszczu zbierających się na liściach rośliny pokarmowej.
Wydaje jedno pokolenie rocznie. Loty motyli przypadają na okres od końca czerwca do połowy sierpnia. Są aktywne nocą. Samce często przylatują do sztucznych źródeł światła. Samice składają jaja pojedynczo lub w niewielkich skupiskach na trawach i zabezpieczają je włoskami z odwłoka. Gąsienice klują się we wrześniu i przystępują do zimowania, a w roku następnym żerują najdalej do czerwca. Przepoczwarczenie ma miejsce w białożółtym, wrzecionowatym kokonie przyczepionym nisko nad ziemią, pionowo do traw lub pnia drzewa. Poczwarki obserwuje się od maja do początku lipca.

## Rozprzestrzenienie
Gatunek palearktyczny. W Europie znany jest z Portugalii, Hiszpanii, Irlandii, Wielkiej Brytanii, Francji, Belgii, Luksemburgu, Holandii, Niemiec, Szwajcarii, Liechtensteinu, Austrii, Włoch, Danii, Szwecji, Norwegii, Finlandii, Estonii, Łotwy, Litwy, Polski, Czech, Słowacji, Węgier, Białorusi, Ukrainy, Rumunii, Słowenii, Chorwacji, Bośni i Hercegowiny, Serbii, Czarnogóry, Grecji oraz europejskiej części Rosji. Dalej na wschód występuje od Uralu przez Syberię i Rosyjski Daleki Wschód po Japonię.
W Polsce gatunek występuje na całym obszarze kraju i nie należy do rzadkości.